# Kingaroy Airport
Kingaroy Airport är en flygplats i Australien. Den ligger i kommunen South Burnett och delstaten Queensland, omkring 150 kilometer nordväst om delstatshuvudstaden Brisbane.
Runt Kingaroy Airport är det mycket glesbefolkat, med 5 invånare per kvadratkilometer.. Närmaste större samhälle är Kingaroy, nära Kingaroy Airport.
I omgivningarna runt Kingaroy Airport växer huvudsakligen savannskog. Genomsnittlig årsnederbörd är 946 millimeter. Den regnigaste månaden är januari, med i genomsnitt 179 mm nederbörd, och den torraste är augusti, med 26 mm nederbörd.